# Ministère de l'Économie et du Commerce
Le Ministère de l'Economie et du Commerce (arabe : وزارة الأقتصاد والتجارة) est le ministère chargé de l'économie et du commerce du Liban. Il a son siège au 5ème etage du bâtiment Azarieh à Beyrouth.